# العلاقات الأنغولية الكولومبية
العلاقات الأنغولية الكولومبية هي العلاقات الثنائية التي تجمع بين أنغولا وكولومبيا.

## مقارنة بين البلدين
هذه مقارنة عامة ومرجعية للدولتين:
| وجه المقارنة                                              | أنغولا           | كولومبيا        |
| --------------------------------------------------------- | ---------------- | --------------- |
| المساحة (كم2)                                             | 1.25 مليون       | 1.14 مليون      |
| عدد السكان (نسمة)                                         | 29.78 مليون      | 49.07 مليون     |
| الكثافة السكانية (ن./كم²)                                 | 23.82            | 43.04           |
| العاصمة                                                   | لواندا           | بوغوتا          |
| اللغة الرسمية                                             | اللغة البرتغالية | اللغة الإسبانية |
| العملة                                                    | كوانزا أنغولي    | بيزو كولومبي    |
| الناتج المحلي الإجمالي (بليون دولار)                      | 124.21 مليار     | 309.19 مليار    |
| الناتج المحلي الإجمالي (تعادل القوة الشرائية) بليون دولار | 184.83 مليار     | 724.96 مليار    |
| الناتج المحلي الإجمالي الاسمي للفرد دولار أمريكي          | 4.10 ألف         | 7.60 ألف        |
| الناتج المحلي الإجمالي للفرد دولار أمريكي                 |                  | 13.36 ألف       |
| مؤشر التنمية البشرية                                      | 0.533            | 0.720           |
| رمز المكالمات الدولي                                      | +244             | +57             |
| رمز الإنترنت                                              | .ao              | .co             |
| المنطقة الزمنية                                           | ت ع م+01:00      | 00              |

## منظمات دولية مشتركة
يشترك البلدان في عضوية مجموعة من المنظمات الدولية، منها:
| علم المنظمة | اسم المنظمة                        | تاريخ انضمام أنغولا | تاريخ انضمام كولومبيا |
| ----------- | ---------------------------------- | ------------------- | --------------------- |
|             | الاتحاد الدولي للاتصالات           | 13 أكتوبر 1976      | 25 أغسطس 1914         |
|             | منظمة حظر الأسلحة الكيميائية       | ?                   | ?                     |
|             | منظمة التجارة العالمية             | ?                   | ?                     |
|             | منظمة الشرطة الجنائية الدولية      | ?                   | ?                     |
|             | الأمم المتحدة                      | 1 ديسمبر 1976       | 5 نوفمبر 1945         |
|             | يونسكو                             | 11 مارس 1977        | 31 أكتوبر 1947        |
|             | البنك الدولي للإنشاء والتعمير      | 19 سبتمبر 1989      | 24 ديسمبر 1946        |
|             | وكالة ضمان الاستثمار متعدد الأطراف | 19 سبتمبر 1989      | 30 نوفمبر 1995        |
|             | مؤسسة التنمية الدولية              | 19 سبتمبر 1989      | 16 يونيو 1961         |
|             | مؤسسة التمويل الدولية              | 19 سبتمبر 1989      | 20 يوليو 1956         |
|             | الاتحاد البريدي العالمي            | ?                   | ?                     |

## وصلات خارجية
- موقع وزارة الخارجية الأنغولية